# Synagoge (Bílina)
Koordinaten: 50° 33′ 3″ N, 13° 46′ 33″ O

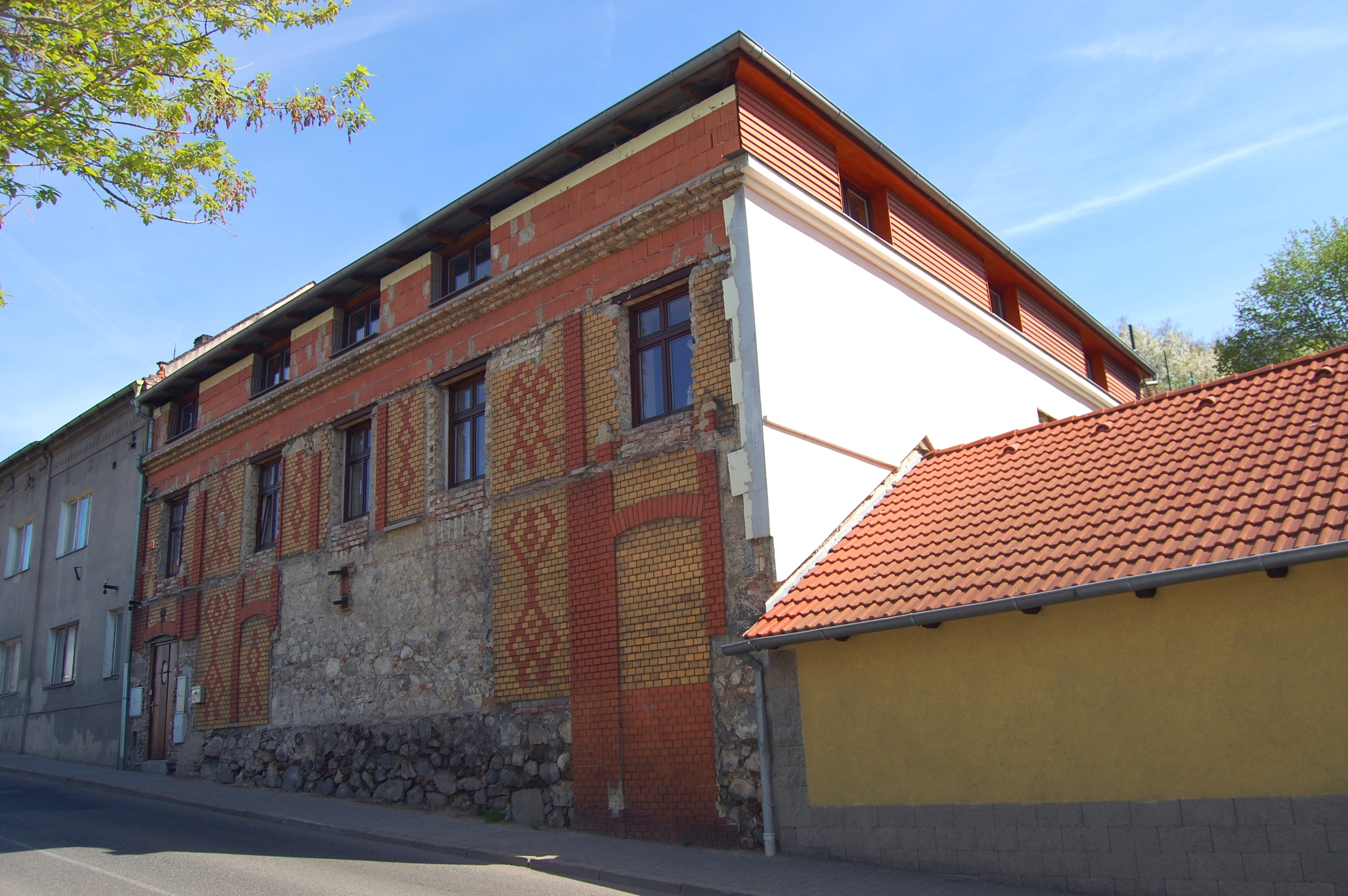
Synagoge in Bílina

Die Synagoge in Bílina (deutsch Bilin), einer Stadt im Norden Böhmens im Okres Teplice des Ústecký kraj in Tschechien, wurde im Jahr 1895 erbaut. Die profanierte Synagoge befindet sich in der Teplická, Teplitzer Straße 116.